# Isabella Santoni
Isabella Ribeiro Santoni (Nilópolis, 6 de maio de 1995) é uma atriz brasileira.

## Biografia
Nascida em Nilópolis, município da Baixada Fluminense, mas crescida em Nova Iguaçu. Estudou em colégio construtivista, e, para desenvolver a criatividade, sua mãe, a professora de inglês Ana Cristina, a matriculou num curso de teatro aos 7 anos. Decidiu pela profissão de atriz com 15 anos, depois de um curso de férias na Casa das Artes de Laranjeiras. Em 2013, foi aprovada para a Universidade Federal do Estado do Rio de Janeiro, onde se formou em teatro. Aos 16 anos, começou a trabalhar como modelo para bancar cursos de atriz. Só para Malhação fez três testes, e pensou em desistir. Conseguiu um papel na série do GNT, e, na última tentativa para entrar em Malhação, em 2014, passou.

## Carreira
Iniciou a carreira de atriz em 2013, interpretando a protagonista polêmica Bel no longa-metragem Visceral. Em 2014, participou de um capítulo da série As Canalhas interpretando Laura. Ainda em 2014, protagonizou Malhação Sonhos, a 24ª temporada de Malhação. Para viver Karina, uma lutadora de muay thai, Isabella precisou engordar três quilos.
Em 2016, interpretou Isabel na 1ª fase da minisérie de Ligações Perigosas. Ainda em 2016, estreou no horário nobre interpretando Leticia na novela A Lei do Amor. No mesmo ano, estreiou no teatro, interpretando a 5° Júlia na peça Cinco Júlias. Em 2017, interpretou a protagonista Bia na nova adaptação da peça Léo e Bia. Em 2018, viveu sua segunda protagonista no cinema, interpretando Rita no filme Missão Cupido. Ainda em 2018, integrou no elenco da novela Orgulho e Paixão interpretando Charlotte. Em 2022, gravou a quarta temporada da série A Divisão do Globoplay e a terceira temporada da série Dom da Amazon Prime Video.

## Vida pessoal
Entre 2014 e 2015, durante as gravações de Malhação Sonhos, começou a namorar o ator Rafael Vitti, seu par romântico na trama. Em setembro de 2015, assumiu namoro com o fotógrafo Lucas Wakim, terminando o relacionamento em fevereiro de 2017. Em dezembro de 2017, assumiu o namoro com o surfista Caio Vaz, terminando o relacionamento em novembro de 2019, mas reatando em fevereiro de 2020. Em julho de 2023 começou um relacionamento com o empresário Henrique Blecher, com quem anunciou casamento para junho de 2024.

## Filmografia

### Televisão
| Ano       | Título             | Personagem                     | Nota                            |
| --------- | ------------------ | ------------------------------ | ------------------------------- |
| 2014      | As Canalhas        | Laura                          | Episódio: “Laura, a Filha Fiel” |
| 2014      | Malhação Sonhos    | Karina Duarte (Ka)             |                                 |
| 2016      | Ligações Perigosas | Isabel D'Ávila de Alencar      | Episódio: "4 de janeiro"        |
| 2016      | A Lei do Amor      | Letícia Martins Bezerra Leitão |                                 |
| 2017      | Dança dos Famosos  | Participante (8º lugar)        | Temporada 14                    |
| 2018      | Orgulho e Paixão   | Charlotte Williamson           |                                 |
| 2021-2024 | Dom                | Viviane (Vivi)                 |                                 |
| 2025      | A Divisão          | Marcela                        | Participação especial           |

### Cinema
| Ano  | Título         | Personagem  |
| ---- | -------------- | ----------- |
| 2018 | Visceral       | Bel         |
| 2021 | Missão Cupido  | Rita Fenner |
| 2022 | Abestalhados 2 | Isabella    |

### Videoclipe
| Ano  | Música                      | Artista           |
| ---- | --------------------------- | ----------------- |
| 2012 | "Ainda Tem o Mar"           | Banda Maghi       |
| 2018 | "Ninguém é Igual a Ninguém" | Roks feat. Badaui |

### Websérie
| Ano  | Título                                              | Personagem |
| ---- | --------------------------------------------------- | ---------- |
| 2013 | Lindas e Tensas                                     | Pati       |
| 2014 | Curriculum Vitae: Viva os Melhores anos da sua vida | Ana Luíza  |
| 2020 | Quarentenados                                       | Sophia     |

## Teatro
| Ano  | Título           | Personagem       |
| ---- | ---------------- | ---------------- |
| 2016 | Cinco Júlias     | Júlia 5          |
| 2017 | Léo e Bia        | Bia              |
| 2024 | O Cravo e a Rosa | Catarina Batista |

## Discografia
como artista convidada
| Canção                                                      | Ano  | Álbum             |
| ----------------------------------------------------------- | ---- | ----------------- |
| "Em Tudo Ser Campeão" (Flamiguinhos part. Isabella Santoni) | 2020 | Entrando em Campo |

## Prêmios e indicações
| Ano  | Prêmio                        | Categoria                         | Trabalho indicado  | Resultado |
| ---- | ----------------------------- | --------------------------------- | ------------------ | --------- |
| 2014 | Capricho Awards               | Atriz Nacional                    | Malhação Sonhos    | Venceu    |
| 2014 | Capricho Awards               | Troféu Pegação (com Rafael Vitti) | Malhação Sonhos    | Venceu    |
| 2014 | Prêmio F5                     | Gata do Ano                       | Malhação Sonhos    | Venceu    |
| 2015 | Troféu Imprensa               | Revelação do Ano                  | Malhação Sonhos    | Venceu    |
| 2015 | Troféu Internet               | Revelação do Ano                  | Malhação Sonhos    | Indicada  |
| 2015 | Melhores do Ano               | Melhor Atriz Revelação            | Malhação Sonhos    | Venceu    |
| 2015 | Meus Prêmios Nick             | Gata do Ano                       | Malhação Sonhos    | Venceu    |
| 2015 | Prêmio Contigo! de TV         | Revelação da TV                   | Malhação Sonhos    | Indicada  |
| 2015 | Prêmio Extra de Televisão     | Revelação Feminina                | Malhação Sonhos    | Indicada  |
| 2015 | Prêmio Jovem Brasileiro       | Atriz do Ano                      | Malhação Sonhos    | Indicada  |
| 2015 | Prêmio Jovem Brasileiro       | Jovem do Ano                      | Malhação Sonhos    | Indicada  |
| 2015 | Melhores do Ano NaTelinha     | Ator ou Atriz Coadjuvante         | Malhação Sonhos    | Indicada  |
| 2015 | Capricho Awards               | Atriz Nacional                    | Malhação Sonhos    | Indicada  |
| 2015 | Capricho Awards               | Troféu Pegação (com Rafael Vitti) | Malhação Sonhos    | Venceu    |
| 2015 | Capricho Awards               | Mais Estilosa                     | Ela mesma          | Indicada  |
| 2016 | Capricho Awards               | Mais Estilosa - Nacional          | Ela mesma          | Indicada  |
| 2016 | Prêmio Febre Teen             | Mais Gata                         | Ela mesma          | Indicada  |
| 2016 | Prêmio Febre Teen             | Melhor Atriz Nacional             | Ligações Perigosas | Indicada  |
| 2016 | Prêmio Jovem Brasileiro       | Atriz do Ano                      | Ligações Perigosas | Indicada  |
| 2016 | Prêmio Jovem Brasileiro       | Jovem do Ano                      | Ligações Perigosas | Indicada  |
| 2021 | Prêmio Notícias da TV         | Ator ou Atriz de Série            | Dom                | Indicada  |
| 2022 | CCXP Awards                   | Melhor Atriz Série (Brasil)       | Dom                | Pendente  |
| 2022 | Festival Sesc Melhores Filmes | Melhor Atriz Nacional             | Missão Cupido      | Indicada  |